# Peter Magubane
Peter Sexford Magubane, né le 18 janvier 1932 à Vrededorp et mort le 1er janvier 2024, est un photographe sud-africain.

## Biographie
Peter Magubane nait à Vrededorp (aujourd'hui Pageview (en)), une banlieue de Johannesbourg.
Ses premières photographies sont faites avec un appareil Brownie de Kodak et datent de l'époque où il était écolier au quartier de Sophiatown. Il entre au magazine Drum (en) en 1954 comme conducteur et messager. Il y devient assistant du rédacteur en chef et photographeJürgen Schadeberg (en). Parrainé par ce dernier, Peter Magubane fait son premier reportage photo en 1955 au sujet du Congrès national africain de cette année-là.
Après avoir été rejeté de la Photography Society of South Africa, en 1957, il fonde la Progressive Photographic Society avec d'autres photographes du magazine. Lors du premier Salon organisé par la nouvelle organisation, Peter Magubane reçoit le premier prix. En 1961, il devient le premier photographe noir à exposer son travail personnel en Afrique du Sud. Deux années plus tard, il quitte son pays et devient photographe indépendant. Une deuxième exposition de ses travaux est organisée au London School of Printing en 1964.
Il photographie de nombreux moments de l'histoire d'Afrique du Sud, tel le procès de Nelson Mandela à Rivonia (en) en 1964 ou les événements de Sharpeville en 1960.
Peter Magubane s'installe à nouveau en Afrique du Sud en 1966. Se consacrant toujours aux reportages sur l'actualité de son pays, il quitte Drum en 1967 pour devenir photographe indépendant. Il travaille aussi pour le quotidien Rand Daily Mail jusqu'en 1980.
En 1969, il est envoyé pour photographier une manifestation devant la cellule de Winnie Mandela. Il est arrêté, interrogé et mis en cellule d'isolement pendant 586 jours. Les charges contre lui sont abandonnées en 1970, mais Magubane est interdit de photographier pendant cinq ans et doit quitter son poste au Rand Daily Mail. En mars 1971, il est à nouveau mis en cellule d'isolement, cette fois-ci pendant 98 jours et puis emprisonné six mois pour avoir enfreint l'arrêt. Il rejoint le quotidien en 1975.
À la suite de son reportage des révoltes de Soweto, il est incarcéré pendant quatre mois en août 1976 et sa maison est mise à feu.
En 2005, il fait un séjour à l'hôpital à la suite de blessures de chevrotine reçues au cours d'un tir croisé de police lors de funérailles.
En 2009, il devient membre honoraire de la Royal Photographic Society à Londres.
Dernièrement[Quand ?], Peter Magubane a abandonné le photojournalisme et se consacre à la photographie d'art. Il se concentre sur des documentaires relatifs aux coutumes ancestrales dans l'Afrique du Sud de l'après-apartheid.

## Prix et récompenses
- 1958 : Premier homme noir sud-africain à obtenir une récompense photographique
- 1983 : Coretta Scott King Award (en)
- 1986 :
  - Prix Robert Capa Gold Medal
  - Prix Erich-Salomon
- 1992 : Prix special Missouri Honor Medal, medaille d'honneur du Missouri School of Journalism
- 1995 :  Martin Luther King Luthuli Award
- 1997 : 
  - Un prix de la Mother Jones Foundation et Leica Cameras
  - Prix à l'Université de Wales, Cardiff
- 1999 : Ordre du Mérite classe II par Mandela
- 2003 : Docteur honoraire de l'Université d'Afrique du Sud
- 2010 : Prix Cornell Capa
- 2015 : Nat Nakasa Award for Media Integrity (en)
- 2021 : Prix Lucie pour l'œuvre d'une vie[4]

## Collections, expositions
- 2001, Soweto – A South African Myth, exposition collective, dont le sujet principal était la révolte estudiantine de 1976, avec des images de Alf Kumalo, Ernst Cole et Jürgen Schadeberg.

## Publications
- (en) June 16 : The fruit of fear, Skotaville, 1986 (ISBN 978-0947009137)
- (en) Magubane's South Africa, Random House Inc, 1978 (ISBN 978-0394735658)
- (en) Vanishing Cultures of South Africa, St Martins Press, 1998, 168 p. (ISBN 9780847820979)
- (en) African Renaissance, New Holland, 2000, 168 p. (ISBN 9781868724130)
- (en) Soweto, avec Charlene Smith, 2001,  (ISBN 1-86-872584-7)
- (en) African Heritage Series - Arts and Crafts, textes de Sandra Klopper, 2001,  (ISBN 1-86-872836-6)
- (en) The Bantwane, textes de Sandra Klopper, 2001,  (ISBN 1-86-872564-2)
- (en) AmaNdebele, textes de Sandra Klopper, éditions Sunbird, 2005,  (ISBN 1-91-993806-0)
- (en) Man of the people : A photographic tribute to Nelson Mandela, Pan Macmillan, 2008 (ISBN 978-1770100657)